# Carex bolina
Carex bolina är en halvgräsart som beskrevs av Otto Friedrich Lang. Carex bolina ingår i släktet starrar, och familjen halvgräs. Inga underarter finns listade i Catalogue of Life.